# Yamaha 125cc-racers 1970-1979
De Yamaha 125cc-racers 1970-1979 vormen een serie 125 cc wegrace-motorfietsen die door het merk Yamaha in de jaren zeventig werden ingezet in wegraces.

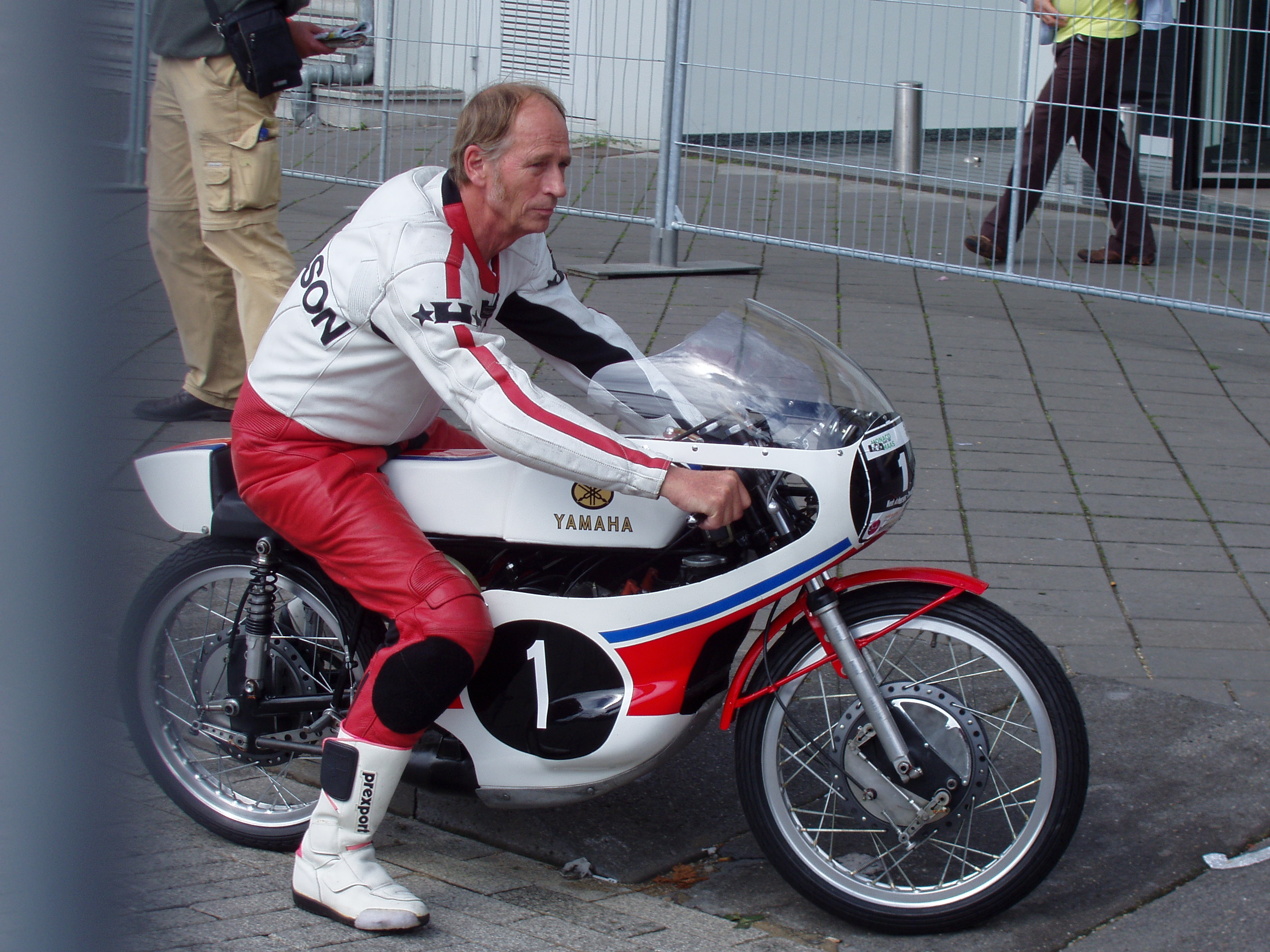
Kent Andersson met een YZ 623 C in 2005

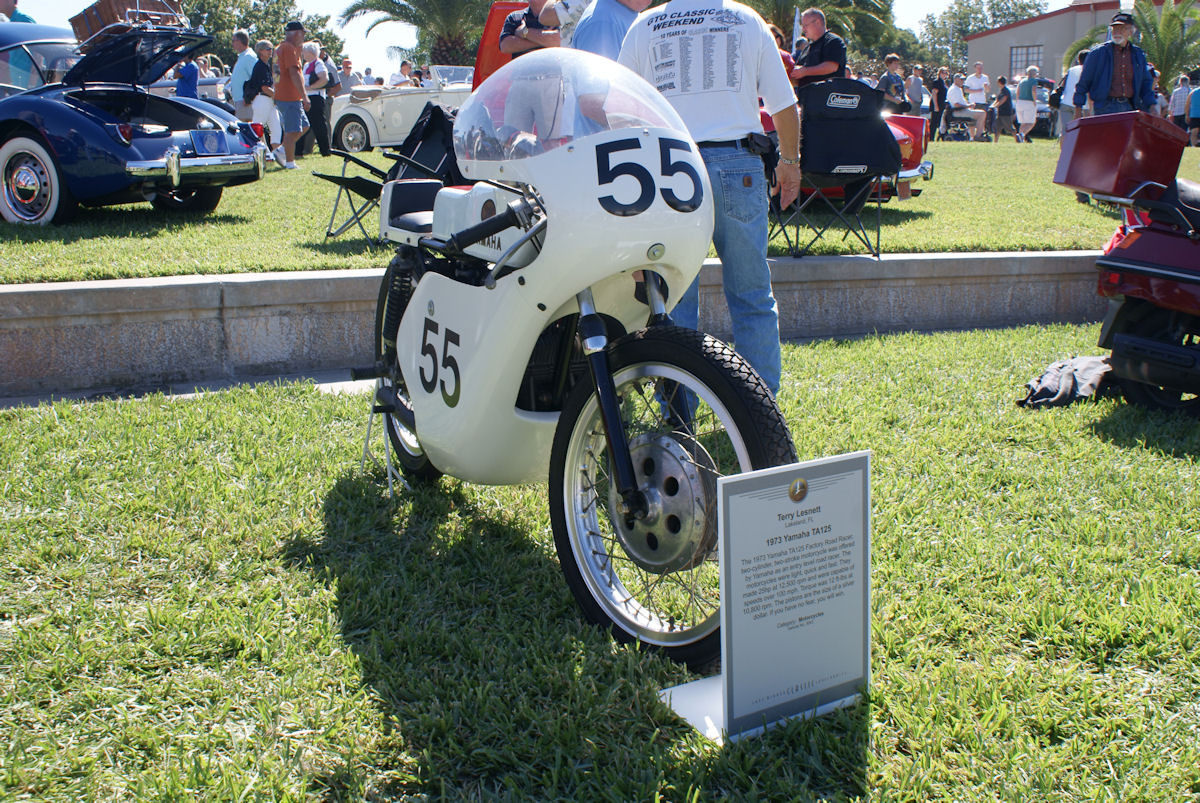
Yamaha TA 125

## 1970: Yamaha YZ 623 prototype
In 1970 lag het zwaartepunt van Yamaha bij de 250- en de 350cc-klassen. Een echte fabrieksracer zette men in de 125cc-klasse niet in, maar waarschijnlijk was de geheimzinnige "zelfbouw"-Yamaha van Cees van Dongen het YZ 623 prototype uit 1969. Hij eindigde ermee als 17e in het wereldkampioenschap.

## 1971: Yamaha YZ 623 A en AS-1 racer
Het project YZ 623 (A) omhelsde feitelijk een opvoerset om de Yamaha YAS-1 sneller te maken, maar die set was wel zeer uitgebreid: ze bestond uit expansie-uitlaten, cilinders, zuigers, cilinderkoppen, drijfstangen met lagers, carburateurs, een complete ombouwset voor de versnellingsbak en de koppeling. Een krukas werd niet geleverd, waaruit blijkt dat de boring-slagverhouding van de AS-1 (43 x 43 mm) behouden moest blijven. Enkele exemplaren werden als fabrieksracer uitgevoerd en deze machines werden aan Kent Andersson en Chas Mortimer verstrekt, maar ze leverden te weinig vermogen om indruk te maken. Mortimer won wel de Lightweight 125 cc TT, maar toen regende het en was de ervaring van Mortimer meer waard dan het vermogen van de tegenstanders. Privérijders konden hun machines nu zo duur maken als ze wilden. Voor een echt snelle AS1 moest ook het rijwielgedeelte aangepast worden, inclusief een racezitje, een stroomlijnkuip en een andere benzinetank. Men kon ook andere carburateurs monteren, waarbij exemplaren van Dell'Orto vaak gebruikt werden. Over het vermogen van de productieracers valt dus niets te zeggen. Het hing vooral af van het geld dat de privérijders in hun machines wilden steken. 

## 1972: Yamaha YZ 623 C, AS-3 en AS-3 LC racer
Hoewel de watergekoelde versie van de YZ 623 al eind 1971 was gepresenteerd (maar nog niet ingezet) verscheen deze fabrieksracer pas in 1972 als YZ 623 C op de circuits. Voor de plaatsing van de waterpomp moest de oliepomp verdwijnen, maar die werd toch niet gebruikt omdat men in plaats van het Yamaha Autolube-systeem liever mengsmering gebruikte. Opmerkelijk was dat men voor de fabrieksracers nu wel een andere boring-slagverhouding had toegepast: 44 x 41 mm, identiek aan die van de oude RA 97. Men gaf een vermogen van 35 à 36 pk bij 14.000 tpm op. Voor privérijders kwam er een ombouwset voor de Yamaha YAS-3, waardoor de AS-3 racer ontstond. In navolging van de fabriek gingen veel tuners ook watergekoelde blokjes bouwen, die de onofficiële aanduiding AS-3 LC (Liquid Cooled) kregen. 

## 1973: Yamaha OW 15 en TA 125
De fabrieksracer YZ 623 C kreeg nu de (fabrieks-)aanduiding OW 15, maar was niet veel veranderd ten opzichte van het vorige jaar. Alleen de carburateurs waren 1 mm groter (28 mm) en de motor leverde 37 à 38 pk bij 15.000 tpm. In de 125cc-klasse was er eigenlijk weinig concurrentie voor Yamaha. Derbi was gestopt en de Morbidelli van Ángel Nieto was vooral in het begin van het seizoen erg onbetrouwbaar. Kent Andersson won de eerste vier GP's maar brak een been tijdens de TT van Assen. Bij de Grand Prix van Zweden was hij nog niet genezen, maar voor eigen publiek wilde hij toch rijden. Hij werd daar slechts tweede achter Börje Jansson (Maico), maar dat was genoeg om zijn wereldtitel zeker te stellen. Doordat Jos Schurgers in de laatste Grand Prix (Spanje) een onwillige motor had en slechts zesde werd, eindigde Chas Mortimer als tweede in het wereldkampioenschap. Dat zei toch ook wel iets over de kwaliteiten van de Yamaha: Schurgers had Mortimer bijna verslagen met zijn zelfdbouw Bridgestone. Voor de privérijders, die al jaren met opvoerkits voor wegmotoren moesten werken, werd nu weer een complete racer gebouwd: de Yamaha TA 125. Deze machine had echter nog steeds luchtkoeling en de boring-slagverhouding van 43 x 43 mm. Dit machientje leverde volgens fabrieksopgave 24 pk bij 12.500 tpm. De machine was erg goedkoop: $ 1.650,= in de Verenigde Staten. Daar werden ook veel TA 125's verkocht. De Europese rijders bleven veelal YAS-3's ombouwen tot racer. Daar waren ook veel tweetaktspecialisten die deze blokjes goed konden opvoeren en zeker boven de 24 pk's uit kwamen. 

## 1974: Yamaha OW 15 en TA 125
In 1974 werd Kent Andersson met de OW 15 vrij eenvoudig wereldkampioen. Hij won vijf van de tien wedstrijden en zijn teamgenoot Bruno Kneubühler eindigde als tweede in de eindstand. 

## 1975: Yamaha OW 15
De privérijders kregen voorlopig geen opvolger voor de TA 125, die eigenlijk toch al niet erg sterk was. Wie nog met een Yamaha in de 125cc-klasse deelnam reed dus op een stukje huisvlijt en die machines waren kansloos tegen de snelle fabrieksracers van Morbidelli, Piovaticci en Yamaha. Kent Andersson had weer een verbeterde OW 15 en Leif Gustafsson trad aan op de machine uit 1974. Ze konden geen tegenstand bieden tegen de Morbidelli's van Paolo Pileri en Pier Paolo Bianchi en werden slechts derde en vierde in het wereldkampioenschap.

## 1976-1978: Yamaha OW 37
Yamaha bracht in 1976 een nieuwe racer uit, maar dit was een eencilinder, de Yamaha OW 37. In die tijd waren tweecilinders nog steeds toegestaan en de OW 37 kwam dan ook nauwelijks aan de start. Kent Andersson kwam met een zelfbouw tweecilinder Yamaha aan de start, maar verscheen pas in de vierde Grand Prix in Assen voor het eerst aan de start. Na de volgende Grand Prix in België beëindigde hij zijn carrière. Privérijders hoefden niet meer zelf te knutselen nu Morbidelli productieracers had uitgebracht en in 1976 reden de meesten al op een dergelijke machine. Hoewel de OW 37 als fabrieksracer te boek stond, kwam hij in het wereldkampioenschap niet uit. Waarschijnlijk werd de machine alleen in het kampioenschap van Japan gebruikt. 

## Technische gegevens
| Yamaha                 | YZ 623 A                          | AS-1                         | YZ 623 C                                                                  | AS-3                         | AS-3 LC                      | OW 15                                      | TA 125                            | OW 37 |
| ---------------------- | --------------------------------- | ---------------------------- | ------------------------------------------------------------------------- | ---------------------------- | ---------------------------- | ------------------------------------------ | --------------------------------- | --- |
| Periode                | 1971                              | 1971                         | 1972                                                                      | 1972-1973                    | 1972-1973                    | 1973-1975                                  | 1973-1974                         | 1976-1978 |
| Categorie              | fabrieksracer                     | productieracer               | fabrieksracer                                                             | productieracer               | productieracer               | fabrieksracer                              | productieracer                    | fabrieksracer                                                                                                  |
| Motortype              | tweetakt                          | tweetakt                     | tweetakt                                                                  | tweetakt                     | tweetakt                     | tweetakt                                   | tweetakt                          | tweetakt |
| Bouwwijze              | dwarsgeplaatste tweecilinder      | dwarsgeplaatste tweecilinder | dwarsgeplaatste tweecilinder                                              | dwarsgeplaatste tweecilinder | dwarsgeplaatste tweecilinder | dwarsgeplaatste tweecilinder               | dwarsgeplaatste tweecilinder      | dwarsgeplaatste eencilinder                                                                                    |
| Koeling                | lucht                             | lucht                        | water                                                                     | lucht                        | lucht                        | water                                      | lucht                             | water |
| Brandstoftoevoer       | zuigergestuurd                    | zuigergestuurd               | zuigergestuurd                                                            | zuigergestuurd               | zuigergestuurd               | zuigergestuurd                             | zuigergestuurd                    | zuigergestuurd                                                                                                 |
| Carburateur            | 2 x Mikuni VM22SH                 | onbekend                     | 2 x Mikuni VM27SC                                                         | onbekend                     | onbekend                     | 2 x Mikuni VM 28 SC                        | 2 x Mikuni VM 26                  | Mikuni VM34SSPJ                                                                                                |
| Ontsteking             | CDI                               | magneet                      | CDI                                                                       | magneet                      | magneet                      | CDI                                        | magneet                           | CDI |
| boring                 | 43 mm                             | 43 mm                        | 44 mm                                                                     | 43 mm                        | 43 mm                        | 44 mm                                      | 43 mm                             | 56 mm |
| slag                   | 43 mm                             | 43 mm                        | 41 mm                                                                     | 43 mm                        | 43 mm                        | 41 mm                                      | 43 mm                             | 50,6 mm |
| Cilinderinhoud         | 124,9 cc                          | 124,9 cc                     | 124,7 cc                                                                  | 124,9 cc                     | 124,9 cc                     | 124,7 cc                                   | 124,9 cc                          | 124,6 cc |
| Smeersysteem           | mengsmering                       | onbekend                     | mengsmering                                                               | onbekend                     | onbekend                     | mengsmering                                | mengsmering                       | mengsmering |
| Max. Vermogen          | 31 pk (22,8 kW) bij 14.000 tpm    | onbekend                     | 32 pk (23,5 kW) bij 14.250 tpm                                            | onbekend                     | onbekend                     | 37 à 38 pk (27,2 à 27,9 kW) bij 15.000 tpm | 24 pk (17,7 kW) bij 12.000 tpm    | 1976: 40 pk (29,4 kW) bij 14.000 tpm 1977: 42 pk (30,9 kW) bij 14.000 tpm 1978: 44 pk (32,4 kW) bij 14.500 tpm |
| Koppeling              | meervoudige natte platenkoppeling | onbekend                     | meervoudige natte platenkoppeling later meervoudige droge platenkoppeling | onbekend                     | onbekend                     | meervoudige droge platenkoppeling          | meervoudige droge platenkoppeling | meervoudige droge platenkoppeling                                                                              |
| Versnellingen          | 6                                 | 5                            | 6                                                                         | 5                            | 5                            | 6                                          | 5                                 | 6 |
| Secundaire aandrijving | ketting                           | ketting                      | ketting                                                                   | ketting                      | ketting                      | ketting                                    | ketting                           | ketting |
| frame                  | brugframe                         | onbekend                     | brugframe                                                                 | onbekend                     | onbekend                     | brugframe                                  | open enkel wiegframe              | onbekend |
| Vering vóór            | telescoopvork                     | telescoopvork                | telescoopvork                                                             | telescoopvork                | telescoopvork                | telescoopvork                              | telescoopvork                     | telescoopvork                                                                                                  |
| Vering achter          | swingarm                          | swingarm                     | swingarm                                                                  | swingarm                     | swingarm                     | swingarm                                   | swingarm                          | monovering |
| Rem(men)               | trommelremmen                     | onbekend                     | trommelremmen                                                             | onbekend                     | onbekend                     | trommelremmen                              | trommelremmen                     | schijfremmen                                                                                                   |
| Droog gewicht in kg    | onbekend                          | onbekend                     | onbekend                                                                  | onbekend                     | onbekend                     | onbekend                                   | 81                                | onbekend |
| Voorganger             | YZ 623 prototype                  | geen                         | YZ 623 A                                                                  | AS-1                         | AS-3                         | YZ 623 C                                   | AS-3/AS-3 LC                      | OW 15 |
| Opvolger               | YZ 623 C                          | AS-3                         | OW 15                                                                     | AS-3 LC                      | TA 125                       | OW 37                                      | TZ 125 G                          | ? |